# Astilbe photeinophylla
Astilbe photeinophylla là một loài thực vật có hoa trong họ Saxifragaceae. Loài này được Koidz. miêu tả khoa học đầu tiên năm 1936.